# بترل غالاباغوس
بترل غالاباغوس (الاسم العلمي: Pterodroma phaeopygia) هو نوع من فصيلة طيور بترل.